# باشگاه فوتبال پرو ورچلی
باشگاه فوتبال پرو ورچلی, یک باشگاه، فوتبال در شهر ورچلی است.
باشگاه فوتبال پرو ورچلی تاکنون ۷ عنوان قهرمانی سری آ ایتالیا را دارد.